# 卡斯特利亚诺斯德维利克拉
卡斯特利亚诺斯德维利克拉，是西班牙卡斯蒂利亚-莱昂萨拉曼卡省的一个市镇。 总面积33平方公里，总人口576人（2001年），人口密度17人/平方公里。